# Hendrik van der Noot

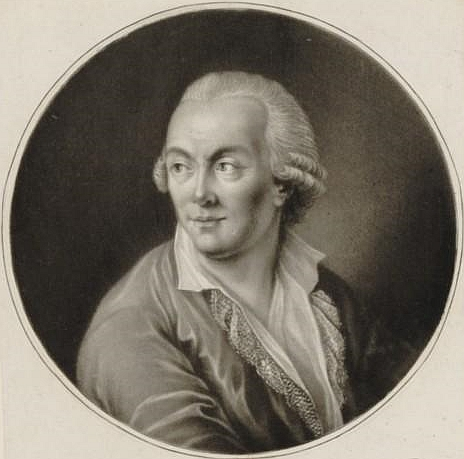
Hendrik van der Noot, 1790

Hendrik Karel Nicolaas van der Noot (Brussel, 7 januari 1731 – Strombeek, 12 januari 1827) was een Brabantse rechtsgeleerde, advocaat en politicus. Als aanvoerder van de statisten was hij een van de hoofdrolspelers van de Brabantse Omwenteling (1789–1790) tegen het Oostenrijkse gezag (keizer Jozef II). Deze omwenteling leidde tot de kortstondige oprichting van de Verenigde Nederlandse Staten (11 januari 1790 – december 1790), waarin Van der Noot functioneerde als eerste minister.

## Biografie

### Vroege leven en opleiding
Hendrik was de zoon van Nicolaas Franciscus van der Noot, heer van Vrechem, Kelfs en Gobbelschrooy († 1773) en Hiéronimine-Françoise van Caverson († 1743). Op 1 februari 1757 promoveerde hij aan de universiteit van Leuven tot licentiaat in de beide rechten.
Van der Noot was sinds 1757 formeel toegelaten tot de Brusselse oligarchie, met name tot het geslacht Sweerts en was lid van de vrijmetselaarsloge Les Vrais Amis de l'Union Bruxelles.

### Brabantse Omwenteling

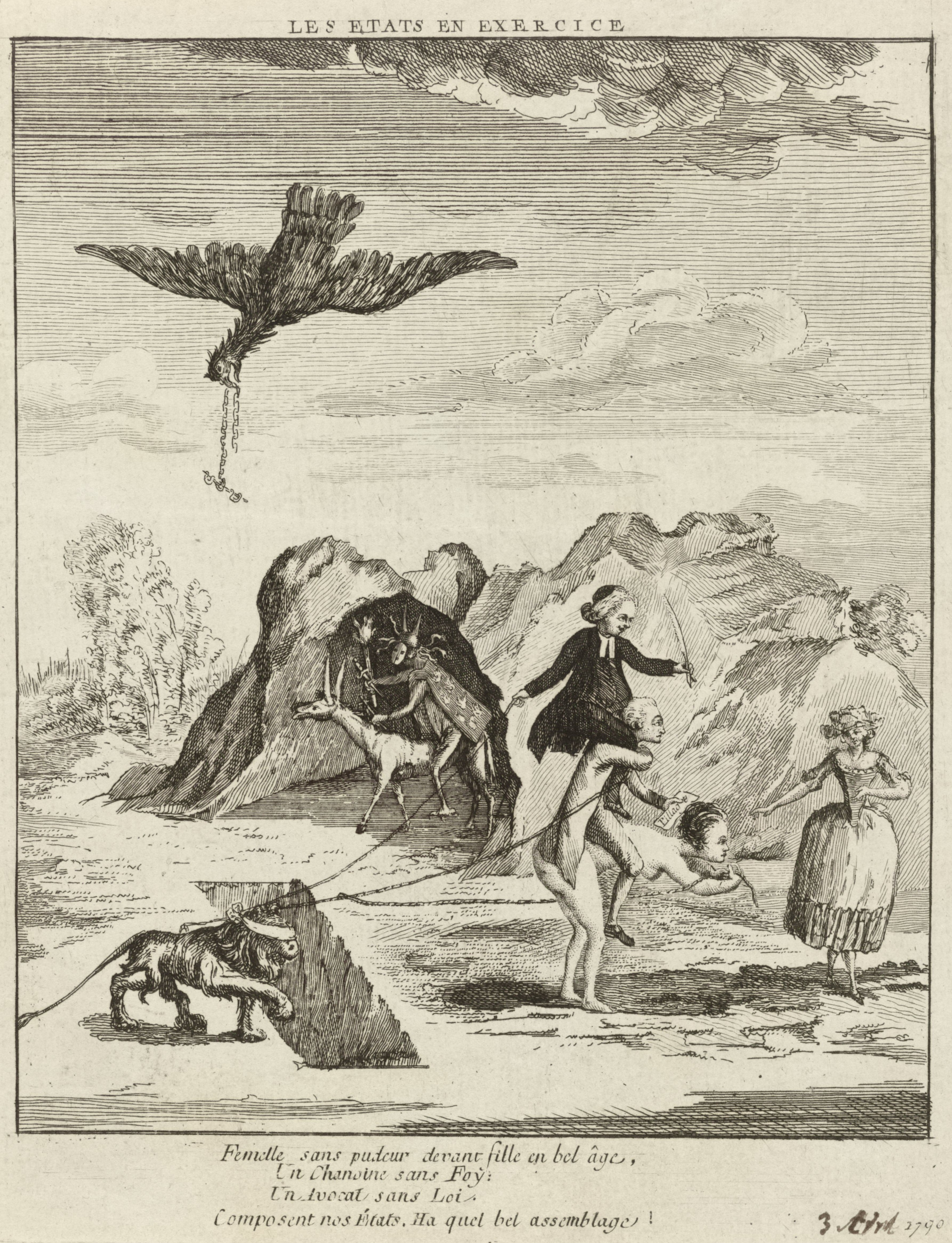
Van der Noot werd hevig aangevallen op zijn openlijke relatie met Jeanne de Bellem. In deze vonckistische spotprent uit april 1790 draagt een naakte Bellem Hendrik van der Noot en Petrus van Eupen op haar rug. Verleid door een mooi meisje (haar dochter Marianne) leidt het trio een geblinddoekte Belgische leeuw naar een kuil. De Oostenrijkse adelaar daalt uit de lucht neer met de handboeien. Het onderschrift stelt sarcastisch dat staten bestaan uit een mooi samenraapsel: "een vrouwtje zonder schroom", "een kanunnik zonder geloof" en "een advocaat zonder wet".

Twee advocaten, Jan Frans Vonck en Hendrik Van der Noot, waren de leiders van de opstand, maar vertegenwoordigden elk een andere strekking. De vonckisten inspireerden zich op de Franse Revolutie (1789–1799) en zochten aansluiting bij het volk en het leger van de patriotten; zij meenden dat een volksleger de Oostenrijkers zou moeten verdrijven. De statisten van Van der Noot zochten het eerder bij de oude vrijheden van de Staten en zochten aansluiting bij de Republiek der Zeven Verenigde Provinciën; zij dachten dat alleen een buitenlandse militaire interventie de Oostenrijkers kon verdrijven.
In tegenstelling tot Vonck, die meende dat het Zuid-Nederlandse volk zelf de strijd moest voeren tegen de despoot, had Van der Noot veel meer vertrouwen in buitenlandse steun. Zo verliet Van der Noot in 1788 het land om in Engeland, de Republiek der Zeven Verenigde Provinciën en Pruisen belangstelling voor de zaak van de Brabantse vrijheid te wekken. Alleen Pruisen, dat juist in 1787 de Noord-Nederlandse patriotten had verslagen, was geneigd de Zuid-Nederlandse patriotten te steunen. Pruisen was op dat moment immers anti-Oostenrijks. Bij de raadpensionaris van Holland, Laurens Pieter van de Spiegel had Van der Noot minder succes.
Van der Noot vestigde zich in augustus 1788 in Staats-Brabant en verzamelde gelijkgestemde patriotten rond zich (het zogenaamde Comité van Breda, waar de vonckisten zich uiteindelijk bij aansloten). Met aan het hoofd de gepensioneerde generaal Vander Meersch veroverde het patriottenleger in oktober 1789 vanuit Breda het keizerlijke deel van het hertogdom Brabant. In de eerste veroverde (of bevrijde) gemeente, Hoogstraten, publiceerde Van der Noot op 24 oktober 1789 zijn Manifest van het Brabantse Volk. Het document betoogt waarom het Brabantse volk het recht zou hebben om de gehoorzaamheid aan de keizer op te zeggen. Het belangrijkste argument was dat de wil van de natie de hoogste wet is, en als die geschonden wordt door een heerser, dan mag de natie tegen die heerser dus in opstand komen. Achtereenvolgens werden in twee maanden Turnhout, Gent en Brussel veroverd. Ook de andere Zuid-Nederlandse staten zegden Jozef II wacht aan. De Staten van Vlaanderen deden dat op 4 januari 1790 met het Manifest van de Provincie Vlaanderen. Kort daarop werd Van der Noot het hoofd van de nieuwe confederale Zuid-Nederlandse republiek, de Verenigde Nederlandse Staten.
Kort na de vestiging van de republiek raakten de statisten en vonckisten echter met elkaar in conflict over de precieze invulling van de samenleving. Hierbij bleken hun ideologische verschillen te groot om te kunnen worden verzoend en met hulp van de katholieke clerus jutten de conservatieve aristocratische statisten het volk op tegen de progressieve democratische vonckisten, die uiteindelijk moesten vluchten voor de vervolgingen. Van der Noot versterkte hiermee zijn binnenlandse machtspositie, maar het draagvlak voor de republiek raakte erdoor verzwakt omdat het rebellenleger voornamelijk was gevormd door de vonckisten.
Toen Pruisen de opstandelingen in de steek liet na het sluiten van de Conventie van Reichenbach (27 juli 1790) met Oostenrijk, slaagden de Habsburgers er geleidelijk in om hun regime in de Nederlanden te herstellen door een reeks militaire overwinningen zoals de Slag bij Falmagne. Uiteindelijk moest Van der Noot naar Holland vluchten en daarna naar Engeland.

### Latere leven

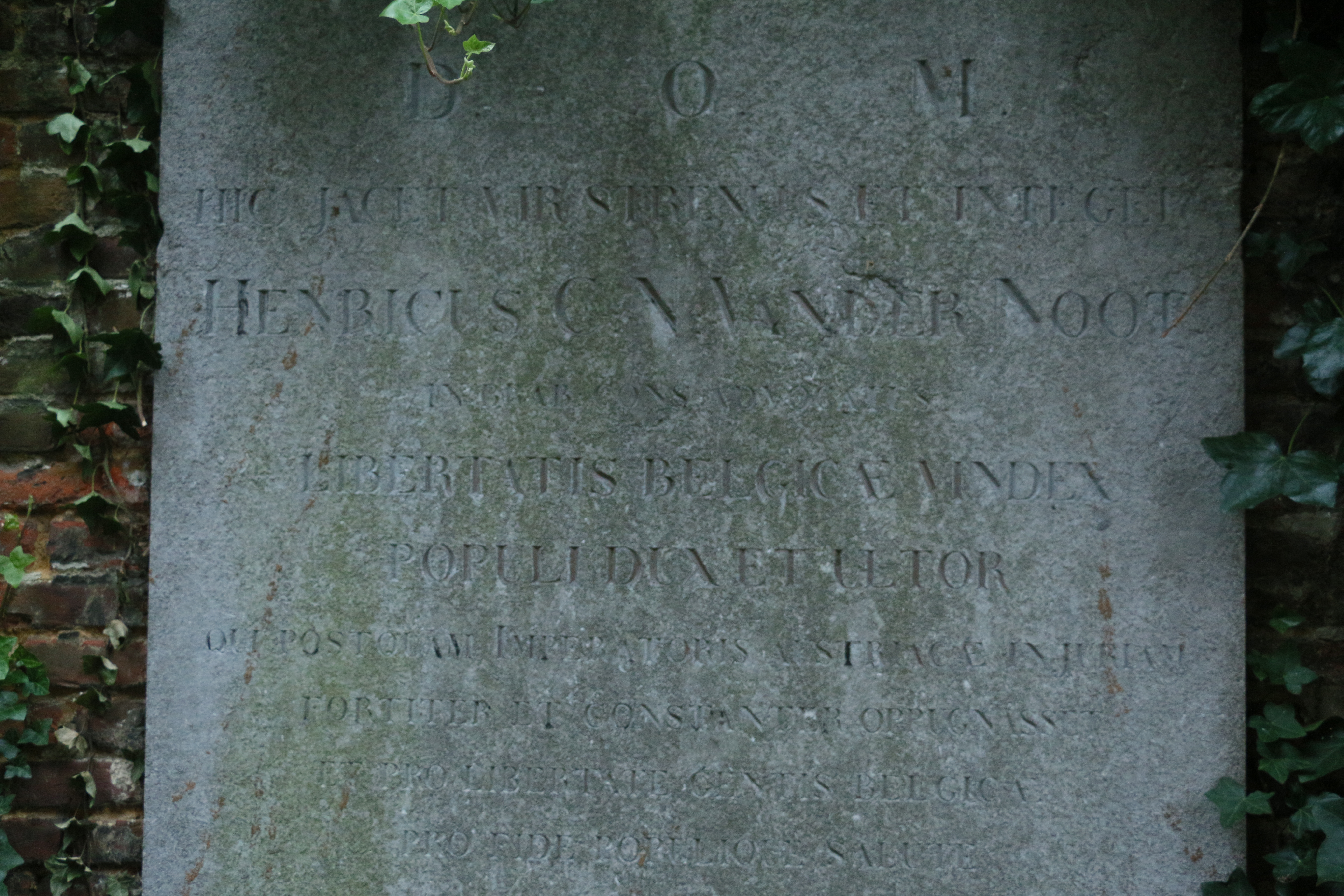
Grafsteen van Hendrik van der Noot

In 1792 deed hij een oproep om samen te werken met de Franse bezetter (1794–1815), echter onder enkele voorwaarden. Hij keerde terug naar Brabant, maar werd in 1796 aangehouden. Zijn latere oproepen tot herstel van het Oostenrijkse bewind hadden geen invloed meer.
Op 12 januari 1827 overleed de 96-jarige Van der Noot, totaal vergeten, op zijn buitengoed in Strombeek.
De grafsteen die graaf Amédée de Beauffort in 1830 liet vervaardigen, bevond zich oorspronkelijk aan de ingang van de Sint-Amandskerk maar werd bij de verhuizing van het kerkhof ingemetseld in de hofmuur ter hoogte van het hoogkoor. Het parkje aan de overkant van de straat is naar hem vernoemd.

## Werken
- Mémoire sur les droits du peuple Brabançon (1787)
- Mémoire en faveur du droit de la Maison d'Autriche (1814)